# 勝曼寺 (江戸川区)

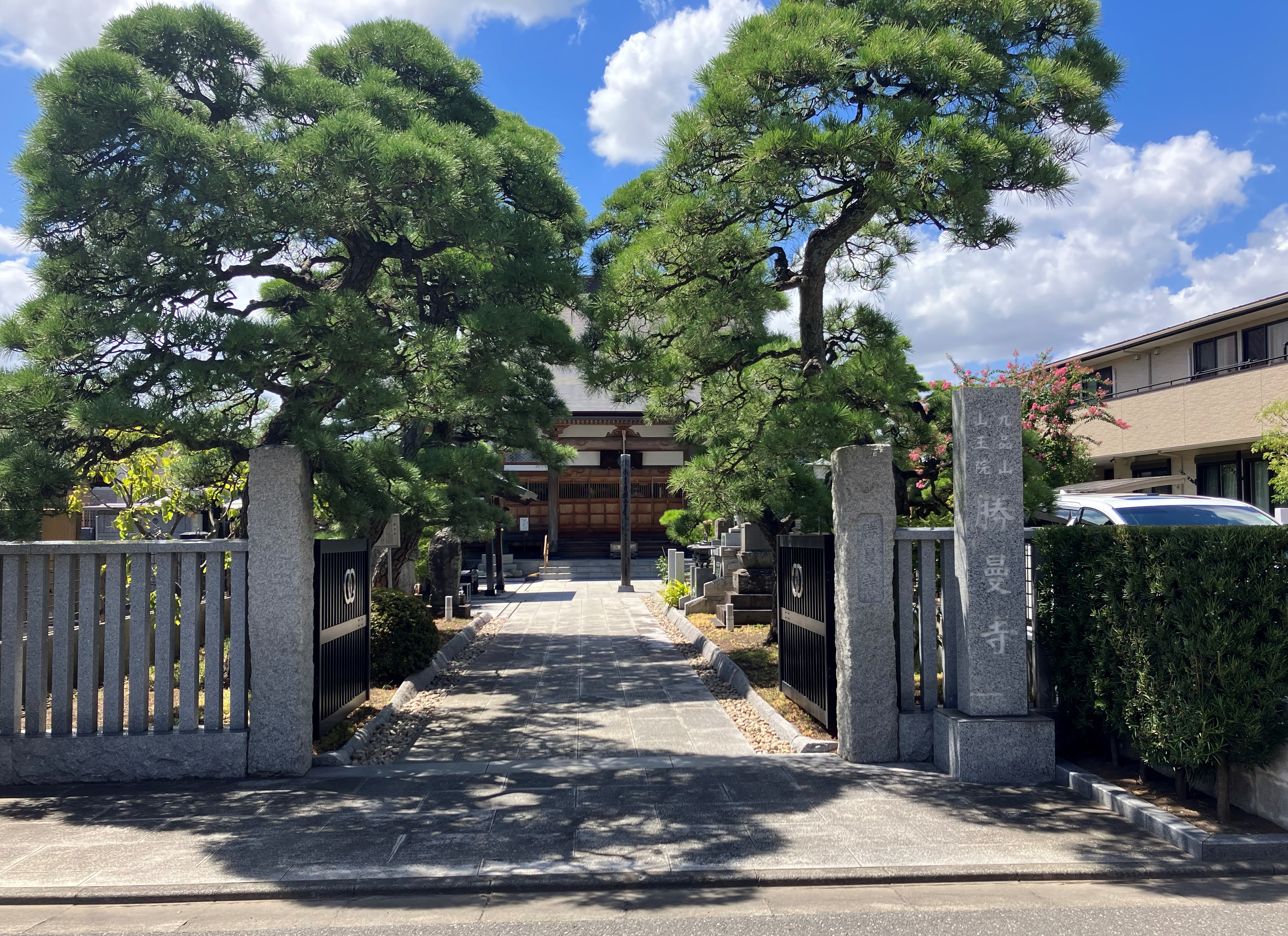
門

勝曼寺（しょうまんじ）は、東京都江戸川区にある真言宗豊山派の寺院。

## 概要
江戸時代初期、善誉房専芸（1624年寂）によって開山された。善誉房専芸の死後に地元の薮崎氏により、現在の当寺の本尊となっている阿弥陀如来像が寄進されている。
その後、一時荒廃したものの元禄年間（1688年～1704年）に秀翁によって中興された。
江戸時代、徳川将軍は鷹狩のために江戸郊外のこの地を度々訪れており、当寺は「御膳所」（休憩場所）に充てられた。

## 文化財
- 木造阿弥陀如来立像　附・紙本墨書造立趣旨文書一紙 - 江戸川区登録有形文化財・彫刻、昭和57年2月8日告示[2]

## 交通アクセス
- 篠崎駅より徒歩25分。

## 関連文献
- 「新堀村 勝曼寺」『新編武蔵風土記稿』 巻ノ29葛飾郡ノ10、内務省地理局、1884年6月。NDLJP:763979/60。